# Stanisław Aniołkowski
Stanislaw Aniolkowski (Varsovia, 20 de enero de 1997) es un ciclista polaco miembro del equipo Cofidis. 

## Palmarés
2019
- 2 etapas de la Carpathian Couriers Race
- 1 etapa de la Carrera de la Solidaridad y de los Campeones Olímpicos
- Dookoła Mazowsza, más 1 etapa
- 2 etapas del Tour de Rumania

2020
- Campeonato de Polonia en Ruta[1]
- Bałtyk-Karkonosze Tour, más 1 etapa
- Carrera de la Solidaridad y de los Campeones Olímpicos, más 1 etapa
- 1 etapa del Tour de Malopolska
- Visegrad 4 Bicycle Race-GP Slovakia

2023
- 2 etapas del Tour de Grecia

## Resultados en Grandes Vueltas y Campeonatos del Mundo
| Carrera         | Carrera         | 2016 | 2017 | 2018 | 2019 | 2020 | 2021 | 2022 | 2023 | 2024  |
| --------------- | --------------- | ---- | ---- | ---- | ---- | ---- | ---- | ---- | ---- | ----- |
|                 | Giro de Italia  | —    | —    | —    | —    | —    | —    | —    | —    | 129.º |
|                 | Tour de Francia | —    | —    | —    | —    | —    | —    | —    | —    | —     |
|                 | Vuelta a España | —    | —    | —    | —    | —    | —    | —    | —    | —     |
| Mundial en Ruta | Mundial en Ruta | —    | —    | —    | —    | Ab.  | Ab.  | 76.º | —    | —     |

―: no participa
Ab.: abandono

## Equipos
- Verva ActiveJet Pro Cycling Team (2016)
- Hurom (2017-2018)
- CCC Development Team (2019-2020)
- Bingoal-WB (2021-2022)
  - Bingoal-WB (2021)[2]
  - Bingoal Pauwels Sauces WB (2021-2022)
- Human Powered Health (2023)
- Cofidis (2024-)